# Pflegersee
Der Pflegersee ist ein künstlich gestauter Binnensee in den Ammergauer Alpen im Landkreis Garmisch-Partenkirchen im Südwesten des Regierungsbezirks Oberbayern. Er stellte im Mittelalter die Wasserversorgung der nahe gelegenen Burg Werdenfels sicher und ist seit den 1930er-Jahren ein beliebtes Ausflugsziel.

## Geographie
Der 2,14 Hektar große und wenige Meter tiefe Pflegersee liegt nördlich von Garmisch-Partenkirchen auf 845 Metern Höhe in einem Waldgebiet am Fuße des Bergs Königsstand (1453 Meter ü. NN). In östlicher Richtung befinden sich der Ortsteil Burgrain und die Gemeinde Farchant. Südwestlich dominiert die Kramerspitz als höchste Erhebung.

## Geschichte
Wegen seiner Nähe zur etwa einen Kilometer südöstlich gelegenen Burg Werdenfels hieß der Pflegersee ursprünglich Schloßsee. Er sicherte zum einen die Wasserversorgung der Burg und diente darüber hinaus zur Fischzucht. Eine hölzerne Rohrleitung führte das Wasser hinab zur 50 Höhenmeter tiefer befindlichen Burg. Die mehr als zwei Meter langen Röhren waren ineinander gesteckt, die Verbindungen wurden durch Eisenringe an den Enden verstärkt. Hangerosionen und das anfällige Material machten die Leitung oft reparaturbedürftig. Im Jahresdurchschnitt mussten 30 bis 40 der Deicheln aus Lärchenholz ersetzt werden. Als Rekord gilt das Jahr 1544 mit insgesamt 280 ausgetauschten Röhren. Durch den Bau von Dämmen wurde das Wasser angestaut und der See künstlich vergrößert. Im Rahmen einer umfangreichen Baumaßnahme erneuerten scharwerkspflichtige Bauern von April bis Dezember 1585 den Staudamm, der 1602 jedoch zum wiederholten Male brach.
Seit Anfang des 19. Jahrhunderts ist der Pflegersee nach den mittelalterlichen Pflegern benannt, die seit 1294 im Auftrag der Fürstbischöfe von Freising für die Verwaltung und Verteidigung der Burg verantwortlich waren. Nach der Säkularisation verlor der See seine Bedeutung und wurde Jahre später als „versumpftes Wasserbecken“ bezeichnet. 1897 versuchte man durch erneute Aufstauung mit mäßigem Erfolg, die Fischzucht zu intensivieren. Ein zur selben Zeit angelegter Forstweg schaffte erstmals eine direkte Verbindung zum Ortsteil Garmisch. Vorher gelangte man vom Loisachtal aus nur über das Amtshaus (Schwaige Wang) und die Burg Werdenfels zum See.
Nach dem Bau einer Wirtschaft und einer Badeanstalt durch den Hufschmied Josef Neuner „Veitl“ im Jahr 1927 setzte der Tourismus ein. Mit der Erneuerung des Dammes Anfang der 1930er-Jahre erhielt der See seine gegenwärtige Größe. Im Zuge des Ausbaus fand man 1929 einen Einbaum, der nach Schätzungen zwischen 1410 und 1630 gesunken sein soll und somit Rückschlüsse auf das Alter des Sees zulässt.

## Freizeit und Tourismus
Der Pflegersee ist über Wanderwege oder mit dem Auto erreichbar. Im Ortsteil Sonnenbichl zweigt die Pflegerseestraße in nördlicher Richtung ab und führt vorbei am Schmölzersee etwa zwei Kilometer hinauf zu einem Parkplatz. Am Nordufer befindet sich der Berggasthof Pflegersee. Über das kulinarische Angebot hinaus verfügt die Wirtschaft über einen Catering-Service und fungiert als Gastgeber für Veranstaltungen. Am östlichen Ufer liegt ein Naturbad mit Umkleidekabinen, Sanitäranlagen, Badestegen und Kiosk sowie einem Ruderbootverleih.
Der See ist Ausgangspunkt für Wanderungen und Nordic-Walking-Touren. Dort beginnt sowohl der Kramerplateauweg als auch der Burglehrpfad Werdenfels, der mithilfe von Schautafeln über die Geschichte der Burg und ihrer Umgebung informiert.
Abhängig von der Jahreszeit bietet der See auch den Rahmen für sportliche Aktivitäten wie Angeln und Stockschießen. Auf Anfrage werden außerdem Pferdekutschfahrten durchgeführt.